# Río Pago
El Río Pago (en inglés: Pago river) es uno de los ríos más largos de la isla del océano Pacífico y territorio estadounidense de Guam. Se eleva cerca de la costa oeste, atraviesa la isla, y desemboca en el mar en la bahía de Pago en la costa centro-oriental. La ciudad de Yona se encuentra justo al sur de la desembocadura del río.